# Fernanda Peres
Fernanda Peres (Lisboa, 13 de março de 1931 — Lisboa, 7 de janeiro de 2016) foi uma fadista portuguesa.

## Biografia
Fernanda Peres nasceu a 13 de Março de 1931.
A fadista, aos 10 anos, já cantava em matinés em várias casas de fado ficando conhecida como a "miúda do Bairro Alto", tendo sido precisamente no  Bairro Alto onde viveu e começou a cantar.
Entretanto ganha a vida como costureira. O actor Humberto Madeira era seu vizinho acabaria por levá-la Centro de Preparação de Artistas da Rádio, à altura sob a batuta de Mota Pereira, e com apenas 17 anos, em 1948, estreia-se na Emissora Nacional
Já em 1951, tendo a fadista Ercília Costa como madrinha, Fernanda Peres venceu o concurso nacional das Jovens Fadistas da Emissora Nacional, passando a fazer parte dos seus quadros.
No cinema, chegou a participar no filme Eram 200 irmãos (1952), de Armando Vieira Pinto, no qual cantou os fados "Eu Gosto de um Marinheiro" e "Eu Gosto de Ti", ambos de autoria da dupla José Galhardo e Frederico Valério, e partilhou a tela com artistas como Vasco Santana ou o então estreante Ruy de Carvalho.
Fernanda Peres foi a representante Portugal, com enorme êxito, na edição de 1954 do Festival da Canção Latina (percursor do Festival da OTI) realizada em Génova (Itália).
Com o desejo de cantar apenas até aos 40 anos de idade decidiu um pouco antes, em 1967, abandonar os palcos. No entanto ainda lançou, em 1982, um álbum, Os Maiores Êxitos!!!, editado pela Riso & Ritmo. Neste trabalho com direcção de orquestra de Manuel Viegas, foi acompanhada à guitarra portuguesa por Jaime Santos, à viola por Jaime Santos júnior.
Fernanda Peres morreu a 7 de janeiro de 2016, em Lisboa.

## Reconhecimento
Em 2012, no dia em que se assinalava o 1.º aniversário da consagração do Fado como Património Imaterial da Humanidade, pela UNESCO, Fernanda Peres foi uma das 50 personalidades homenageadas com a Medalha Municipal de Mérito, Grau Ouro, pela Câmara Municipal de Lisboa.

## Discografia
- Os Maiores Êxitos!!! (1982, LP, Riso & Ritmo)

### Compilações
- Colecção O Melhor dos Melhores (n.º 69) (1997, CD, Movieplay)[5]

### Participações
- Marchas Populares dos Bairros de Lisboa (1991, CD, Movieplay)
- As Grandes Marchas Populares (1993, CD, Valentim de Carvalho)
- Noite de Marchas em Lisboa (1994, CD, Movieplay)
- Aguarela portuguesa (1995, CD, Selecções do Reader's Digest)
- Grandes Fados Grandes Vozes : Mulheres  Vol. 3 (2006, CD, Movieplay)
- Divas do Fado (2009, CD, iPlay)
- Santos Populares : Marchas e Canções (2010, CD, iPlay)